# Ludolph Fog
Ludolph Erasmi Fog (født 10. oktober 1825 i København, død 14. februar 1897 sammesteds) var en dansk officer.

## Uddannelse og Treårskrigen
Fogs forældre var toldforvalter, kammerråd Henrik Georg Fog og Johanne Diderikke f. Rønne. Han kom i 1838 på Landkadetakademiet og ansattes, efter at have taget officerseksamen i 1843, ved 14. bataljon som sekondløjtnant med aldersorden fra 1842. I 1846 trådte han ind på Den kongelige militære Højskole, men blev ved krigens udbrud 1848 ansat ved 4. bataljon; med denne deltog han i kampen ved Bov og i slaget ved Slesvig, hvornæst han i maj samme år blev adjudant ved 4. infanteribrigade, i hvilken stilling han deltog i kampene ved Nybøl og Dybbøl. Kort efter forfremmedes han til premierløjtnant, medens han samme år kom til tjeneste ved artilleriet, således at han som ansat ved halvbatteriet under Henri Alexandre Antoine de Dompierre de Jonquières deltog i slaget ved Fredericia. Om vinteren 1849-50 var han lærer ved artilleriets forskellige skoler og blev om foråret ansat som adjudant ved Nørrejyllands artillerikommando og senere ved 1. divisions artillerikommando, i hvilken stilling han deltog i kampen ved Helligbæk og i slaget ved Isted. Fra 1851-53 gennemgik han stabsafdelingen og kom derefter til Generalstabens topografiske Sektion, idet han dog tillige gennemgik skolerne ved Ingeniørkorpset og ved rytteriet.
28. april 1852 indtrådte han i ægteskab med Julie Fanny Holbøll, datter af inspektør i Sydgrønland, kaptajnløjtnant Carl Peter Holbøll. I 1855 udnævntes Fog til kaptajn af Generalstaben og var nu først virksom ved den topografiske og fra 1860-63 ved den taktiske sektion; fra 1859 blev han tillige ansat som Lærer i krigskunst ved Højskolen, i hvilken stilling han udgav Krigskunstens Theori (1861). Allerede i 1855 havde han sammen med daværende major Werner Abrahamson udgivet en militær lommebog for den danske hær. 1861 blev han Ridder af Dannebrog.

## 2. Slesvigske Krig og senere karriere
Ved Hærens mobilisering i 1863 blev kaptajn Fog ansat ved infanterireserven som stabschef og i marts 1864 i samme egenskab ved 3. division. Efter endt felttog blev han Dannebrogsmand (1864), kom tilbage til Generalstabens taktiske Sektion, hvis chef han blev i 1865. Ved gennemførelsen af Hærloven af 1867 blev han oberst af Generalstaben og stabschef ved 1. generalkommando, men ansattes allerede året efter i Krigsministeriet, først som departementschef og fra 1873 som dettes direktør. 1874 blev han Kommandør af 2. grad af Dannebrog.
I 1878 blev han chef for Hærens Officersskole og tillige Kommandør af Dannebrogsordenens 1. grad samt året efter general og chef for Generalstaben. Som sådan søgte han at skaffe denne en større indflydelse på hærvæsenets ledelse end hidtil. Han lod med Krigsministeriets bemyndigelse udarbejde udkast til en fuldstændig mobiliseringsplan for Hæren og til planer for dens anvendelse i tilfælde af krig, ligesom også til flere nye reglementer. I 1887 udnævntes han til chef for 1. sjællandske brigade, og som designeret til at efterfølge den kommanderende general i 2. generalkommandodistrikt, generalløjtnant Stefan Ankjær, der i forsommeren 1888 var blevet syg, ledede han divisionsøvelsen i Jylland samme år, hvorefter han om efteråret udnævntes til generalløjtnant og kommanderende general. I 1889 benådedes han med Storkorset af Dannebrog. Han afgik fra Hæren 1895.

## Andre hverv
Fog havde i løbet af sin tjenestetid flere specielle hverv; foruden at han var været medlem af flere kommissioner, var han stabschef ved lejrdivisionen i 1873, ledede i 1885 de større øvelser i Københavns omegn, sendtes i 1861 til Frankrig, i 1870 til Schweiz samt i foråret 1871 til Frankrig og Schweiz. I 1867 var han attacheret storfyrsttronfølgeren af Rusland, og endelig beordredes han i 1882 til Rusland for at overvære lejrøvelserne ved Krasnoe-Sélo. Han døde den 14. februar 1897 og er begravet på Garnisons Kirkegård.
Der findes et portrætmaleri af Frederik Vermehren (udstillet 1853).